# Alfredo Martín Peterson
Alfredo Martín Peterson es un atleta de taekwondo, de nacionalidad panameña que alcanzó grandes logros dentro del ciclo olímpico (continente americano) en la década de 1990.

## Biografía
Peterson, nació en la ciudad de Panamá, República de Panamá, en el año 1968. Inició su carrera deportiva a los 7 años de edad. En el año 1988, obtuvo el título Campeón Nacional de Taekwondo.